# Исторически музей (Перущица)
Историческият музей е музей в Перущица.
Във фондовете на музея се съхраняват около 7000 експоната. Музейната експозиция представя историята на Перущица и землището около града, като обхваща периодите на траките, римляни, византийци и Априлското въстание. Част от експозицията са стенописи от раннохристиянската „Червена църква“ (IV – VI век). 